# Genyorchis
Genyorchis é um género botânico pertencente à família das orquídeas (Orchidaceae).

## Espécies
1. Genyorchis apertiflora  Summerh., Kew Bull. 12: 123 (1957)
2. Genyorchis apetala   (Lindl.) Senghas, Orchidee (Hamburg) 40(1) cppo, Orchideenk.: 552 (1989)
3. Genyorchis elongata   Robyns & Tournay, Bull. Jard. Bot. État 25: 257 (1955)
4. Genyorchis macrantha   Summerh., Kew Bull. 12: 124 (1957)
5. Genyorchis micropetala   (Lindl.) Schltr., Westafr. Kautschuk-Exped.: 280 (1900)
6. Genyorchis platybulbon   Schltr., Bot. Jahrb. Syst. 38: 155 (1906)
7. Genyorchis pumila   (Sw.) Schltr., Westafr. Kautschuk-Exped.: 280 (1900)
8. Genyorchis saccata   Szlach. & Olszewski, in Fl. Cameroun 35: 489 (2001)
9. Genyorchis sanfordii   Szlach. & Olszewski, in Fl. Cameroun 35: 485 (2001)
10. Genyorchis summerhayesiana   Szlach. & Olszewski, in Fl. Cameroun 35: 489 (2001)